# Jan Borysewicz (żołnierz)

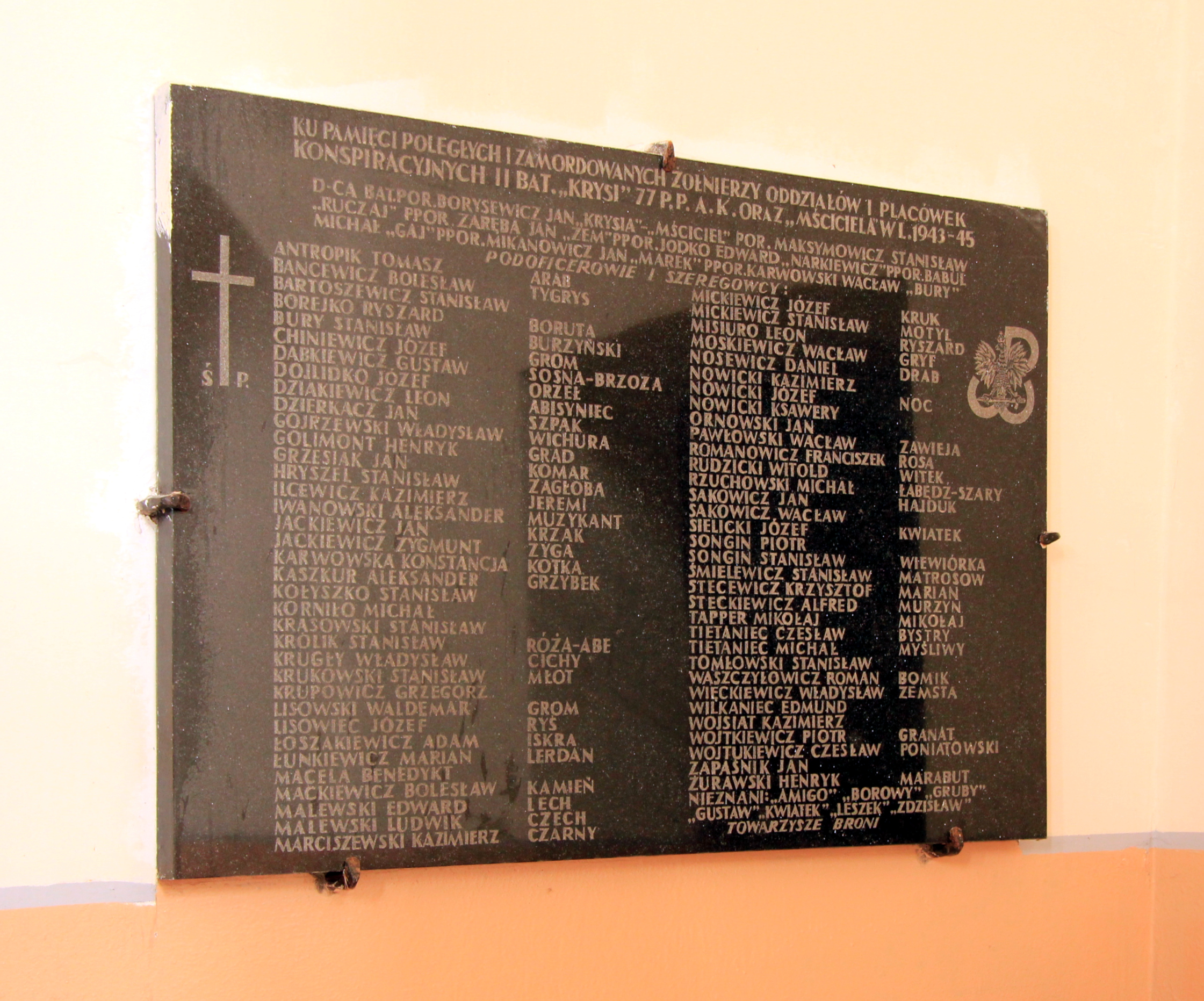
Tablica upamiętniająca Jana Borysewicza i innych poległych żołnierzy II batalionu 77 pp AK w kościele w Naczy

Jan Borysewicz ps. „Krysia”, „Mściciel” (ur. 12 września 1913 w Dworczanach koło Wasiliszek, zm. 21 stycznia 1945 pod Kowalkami koło Naczy) – żołnierz polskiego podziemia, kapitan Armii Krajowej.

## Życiorys
Absolwent Seminarium Nauczycielskiego w Szczuczynie Nowogródzkim i Szkoły Podchorążych Piechoty w Komorowie. Na stopień podporucznika został mianowany ze starszeństwem z 1 października 1938 i 176. lokatą w korpusie oficerów piechoty. W marcu 1939 pełnił służbę w 41 pułku piechoty w Suwałkach na stanowisku dowódcy plutonu w 2. kompanii.
Podczas kampanii wrześniowej dowódca plutonu w I batalionie 41 pp, w latach 1940–1941 był więziony przez NKWD w więzieniach Baranowicze i Brześć, od lata 1941 w konspiracji, dowódca plutonu w 3. kompanii na terenie Wasiliszek, od czerwca 1943 dowódca oddziału partyzanckiego nr 314, następnie 3. kompanii w batalionie zaniemeńskim, od grudnia 1943 dowódca II batalionu 77 pułku piechoty AK, od maja 1944 komendant Zgrupowania „Północ” (II i V batalion 77 pp), w akcji „Ostra Brama” w zgrupowaniu „Południe” kpt. S. Sędziaka „Warty”, od sierpnia ponownie komendant Zgrupowania „Północ” i dowódca oddziału partyzanckiego.
Partyzantkę zaczynał z 7 osobami, rok później miał w swoim batalionie 650 świetnie uzbrojonych żołnierzy. Odnotował na swym koncie szereg udanych działań bojowych przeciw niemieckim siłom okupacyjnym m.in. rozbił więzienie w Ejszyszkach i zdobył Raduń.
Zginął 21 stycznia 1945 pod Kowalkami w zasadzce grupy operacyjnej 105 pułku piechoty NKWD. Jego ciało Sowieci obwozili po wsiach i miasteczkach Ziemi Lidzkiej – wystawiono je na widok publiczny m.in. na rynku w Naczy, w Raduniu i Ejszyszkach.
Działający wówczas w okolicy oddział samoobrony wileńskiej pod dow. Władysława Więckiewicza ps. „Wiatr”, „Zemsta” zamierzał odbić ciała poległych, ale z racji licznego wtedy w Ejszyszkach oddziału NKWD zrezygnował z tego zamiaru.
Komendant Jan Borysewicz został odznaczony pośmiertnie Orderem Virtuti Militari V kl. przez Delegata Sił Zbrojnych.
23 stycznia 2014 w Kowalkach został odsłonięty pomnik Jana Borysewicza.

## Literatura
- Marek Ney-Krwawicz, Struktura Organizacyjna Armii Krajowej, w: „Mówią wieki” nr 9/1986.
- Ryszard Rybka, Kamil Stepan: Rocznik oficerski 1939. Stan na dzień 23 marca 1939. Kraków: Fundacja CDCN, 2006. ISBN 978-83-7188-899-1.
- Jan Wasiewicz, Józef Wilbik, Krótki zarys organizacji Okręgu Nowogródek, [w:] Ze wspomnień żołnierzy AK Okręgu Nowogródek, oprac. Eugeniusz Wawrzyniak, Warszawa 1988.
- Jan Erdman, Droga do Ostrej Bramy, Warszawa 1990, s. 274–275 i in.
- Kazimierz Krajewski, Na Ziemi Nowogródzkiej „Nów” – Nowogródzki Okręg Armii Krajowej, Warszawa 1997.
- Kazimierz Krajewski, Tomasz Łabuszewski, Jan Borysewicz „Krysia” Legenda Nowogrodzkiej Armii Krajowej. „Biuletyn Instytutu Pamięci Narodowej” nr 1–2 (96–97) styczeń – luty 2009, Warszawa 2009, ISSN 1641-9561.
- NKWD o Polskim Podziemiu 1944-1948 (Konspiracja polska na Nowogródczyżnie i Grodzieńszczyżnie), pr. zb., s. 29.